# Konrad Kadzik
Konrad Kadzik (* 23. Dezember 1924; † 3. Dezember 2014 in Neukirchen-Vluyn) war ein deutscher Manager.

## Leben
Konrad Kadzik studierte an der Freien Universität Berlin Geschichte und Amerikanistik. 1958 wurde er an der FU Berlin mit der Dissertation England und Deutschland 1930-1932. Eine Studie über die britische Stellungnahme zu den außenpolitischen Problemen Deutschlands unter Reichskanzler Heinrich Brüning zum Dr. phil. promoviert.
Durch sein Engagement in der Katholischen Hochschulgemeinde in Berlin engagierte er sich nach 1945 regelmäßig für Treffen mit US-Amerikanern in einer Westberliner Begegnungsstätte. 1950/51 war er, wie auch Kurt Biedenkopf, einer der ersten deutschen Austauschstudenten in den USA und studierte an der University of Wisconsin–Milwaukee American studies. Er war Gründer der Columbus-Gesellschaft in Berlin, einem Freundeskreis des deutsch-amerikanischen Austausches, in den auch der regierende Bürgermeister Berlins Ernst Reuter eintrat.
Kadzik war langjähriges Vorstandsmitglied und zuletzt Vorstandsvorsitzender des Rationalisierungsverbandes des Steinkohlenbergbaus. Bis zu seinem Ruhestand im November 1994 war er zudem Geschäftsführer der Notgemeinschaft Deutscher Kohlenbergbau GmbH.
Konrad Kadzik engagierte sich für zahlreiche Sozialprojekte im Heiligen Land. 1981 wurde er vom Kardinal-Großmeister Maximilien Kardinal de Fürstenberg zum Ritter des Ritterordens vom Heiligen Grab zu Jerusalem ernannt und am 23. Mai 1982 im Augsburger Dom durch Franz Kardinal Hengsbach, Großprior der deutschen Statthalterei, investiert. Er war zuletzt Komtur des Päpstlichen Laienordens.

## Ehrungen
- Urkunde zur Goldenen Promotion an der FU Berlin (2008)[3]
- Ritter vom Heiligen Grab (1981; Rangerhöhung zum Komtur 1994)